# Cor Schuuring
Cornelis "Cor" Schuuring (Amsterdam, 30 maart 1942) is een Nederlands voormalig wielrenner. Als amateur werd hij Nederlands kampioen op de weg en won hij Olympia's Tour. Vanaf 1965 was hij prof en won toen nog enkele criteriums en werd tweede in de 5e etappe van Parijs-Nice in 1965.
Schuuring deed namens Nederland mee aan de Olympische Spelen van 1964 in Tokio op de ploegenachtervolging. Samen met Henk Cornelisse, Gerard Koel en Jaap Oudkerk won hij de bronzen medaille, op ruim 3 seconden van de winnaars (Duits eenheidsteam).
Hij beëindigde zijn professionele carrière in 1970 en werd later aannemer en bestuurder bij wielervereniging ASC Olympia.

## Overwinningen
1962
- Nederlands kampioen op de weg bij de amateurs

1964
- op Olympische Spelen, Ploegenachtervolging (met Henk Cornelisse, Gerard Koel en Jaap Oudkerk)
- Dwars door Gendringen (Criterium, Amateurs)
- 3e etappe Olympia's Tour
- Eindklassement Olympia's Tour

1966
- Criterium van Nieuw-Helvoet

1967
- Ronde van Made

1968
- Criterium van Ede
- Eede Benelux Ronde (Criterium)
- Criterium van Waarschoot

1969
- Criterium van Kamerik
- Harelbeke-Poperinge-Harelbeke

## Resultaten in voornaamste wedstrijden
| Jaar | Milaan-San Remo | Ronde van Vlaanderen | Amstel Gold Race |
| ---- | --------------- | -------------------- | ---------------- |
| 1965 | 81e             |                      |                  |
| 1966 |                 |                      | 6e               |
| 1967 |                 | 91e                  | 23e              |

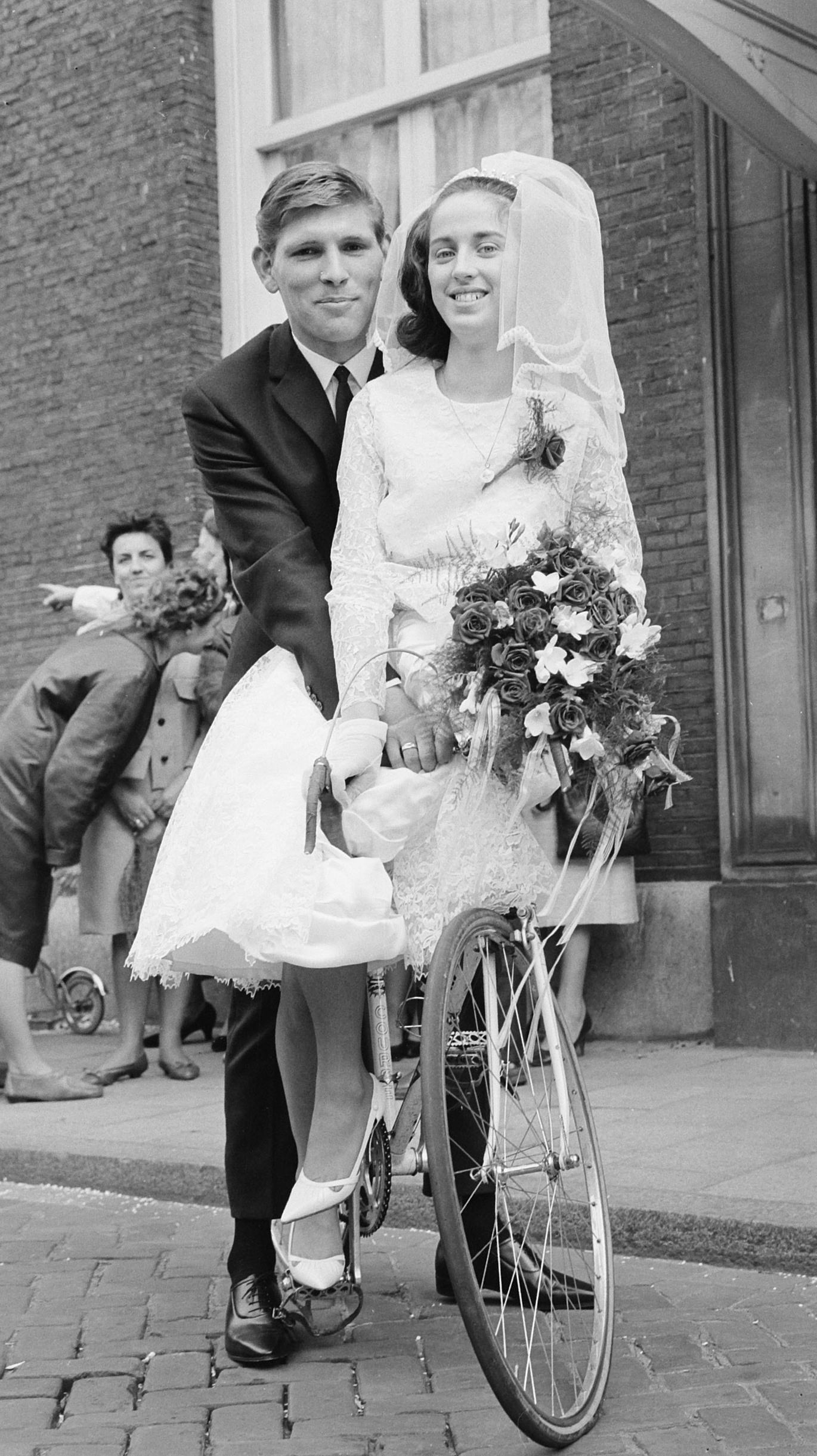
Trouwen op de fiets, met Rietje Schulte (1964)
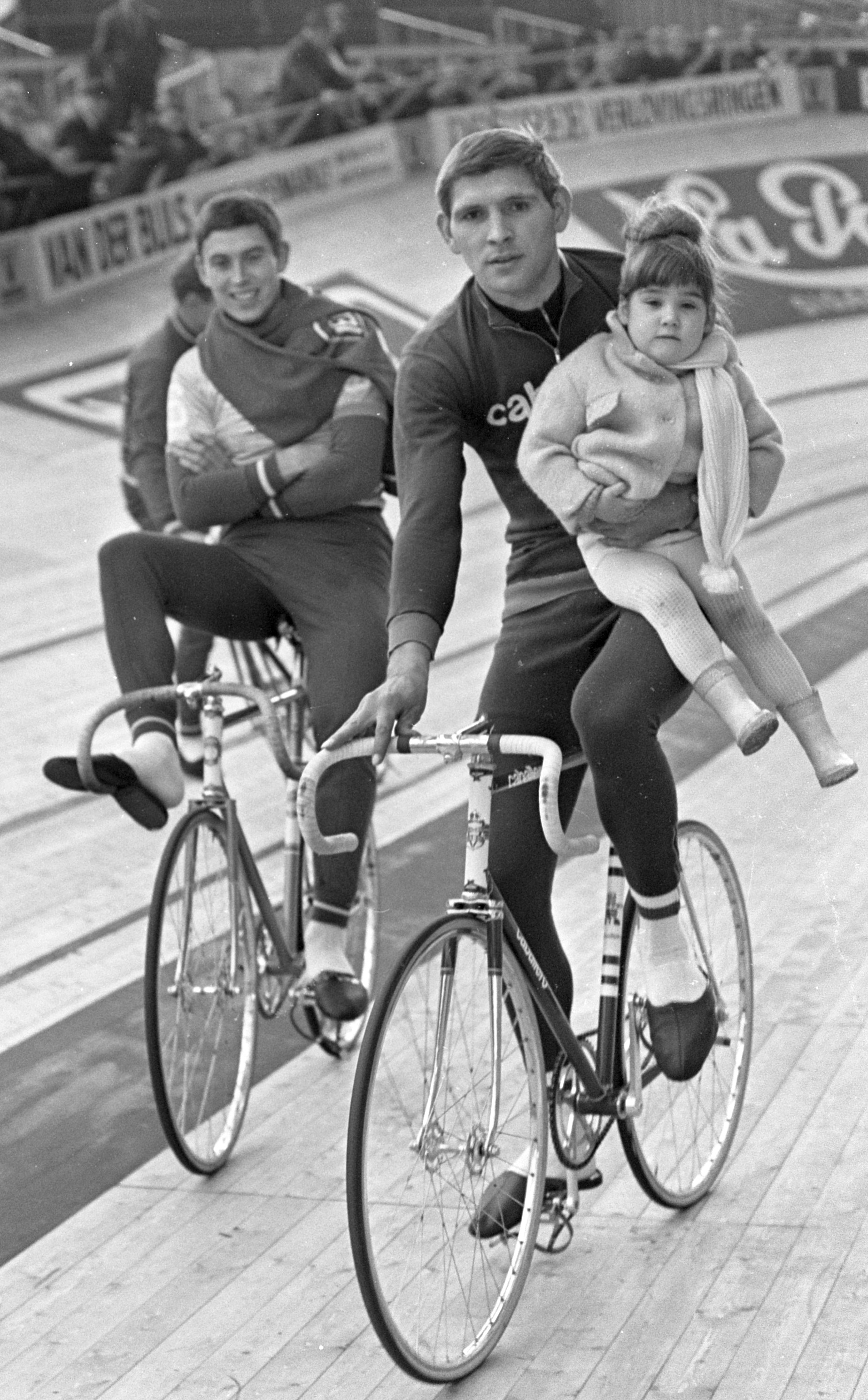
Met dochter Pia. Links Gerben Karstens (1967)